# Thamserku
Le Thamserku est un sommet de la chaîne de l'Himalaya au Népal. La montagne est reliée par une crête menant vers l'est au Kangtega. Il culmine à 6 618 mètres d'altitude, et situé à l'est de Namche Bazaar.

## Ascensions
La première ascension a été réalisée par la voie sud le 4 novembre 1964  par des membres de l'expédition Schoolhouse d'Edmund Hillary : Lynn Crawford, Peter Farrell, John McKinnon et Richard Stewart. Sous le bassin de la face sud-ouest, ils atteignent l'arête sud après avoir gravi un couloir difficile. L'équipe a décrit l'ascension comme difficile et l'itinéraire n'a jamais été répété dans son intégralité.
En 2014, les alpinistes russes Alexander Gukov et Alexey Lonchinskiy ont réalisé la première ascension sur la face sud-ouest,.